# برج بین‌المللی تهران
برج بین‌المللی تهران به ارتفاع ۱۶۲ متر، در ۵۸ طبقه بلندترین برج مسکونی ایران است. این برج ۳ بال و ۲۲۰٬۰۰۰ متر مربع زیربنا دارد که مشتمل بر ۵۷۲ واحد است که شامل ۴۳ آپارتمان سوئیت، ۱۷۲ آپارتمان دوخوابه، ۳۱۳ آپارتمان سه خوابه، ۱۶ آپارتمان چهار خوابه، ۱۱ آپارتمان پنت هاوس تریپلکس و ۱۷ واحد تجاری در همکف است. برج بین‌المللی تهران در میان بزرگراه‌های حکیم غرب، کردستان و خیابان شیخ بهایی و در شمال محله امیرآباد شهر تهران واقع شده‌است؛ از این رو، از تمام نقاط تهران دسترسی به آن آسان و راحت است.

## شرکت سازنده
برج تهران توسط شرکت بین‌المللی توسعه ساختمان (سهامی عام) ساخته شده‌است. این شرکت هولدینگی ساختمانی متشکل از شرکت‌های مطرح در حوزه‌های طراحی و معماری و مشاوره و پیمانکاری ساختمان و مهندسی و نظارت و توسعه ساختمان و هتل است که با استفاده از توان تخصصی و حرفه‌ای شرکت‌های برتر داخل و شرکت فرانسوی «Setec Batiment» این بنا را احداث نموده است.

## مشخصات
برج تهران سازه‌ای با زیر بنای تقریبی ۲۲۰٬۰۰۰ متر مربع و ارتفاع تقریبی ۱۶۲ متر مشتمل بر ۳ بال و ۵۶ طبقه است که در زمینی به مساحت ۲۸٬۰۰۰ متر مربع واقع گردیده و دارای یک لابی عمومی و یک لابی اختصاصی برای هر بال است (جمعاً شش لابی مبله). سازه برج متشکل از دیوارهای بتونی مسلح فرعی و اصلی و سقف‌های آن نیز به صورت دال بتونی طراحی و ساخته شده‌است. ۳ دیوار بتونی اصلی در امتداد ۳ بال و با زاویهٔ ۱۲۰ درجه از یکدیگر قرار دارند و دیوارهای فرعی به گونه‌ای طراحی و ساخته شده‌اند که بر دیوارهای اصلی عمود می‌باشند.
طراحی و بازنگری سازه اصلی و قطعات الحاقی در برابر زمین‌لرزه بر اساس استانداردهای معتبر و بر طبق دانش روز انجام گرفته‌است، به طوری که این برج در برابر زمین‌لرزه ده ریشتری مقاوم است (دوره بازگشت ۴۷۵ ساله و ۲۴۷۵ ساله) و مقاوم‌ترین برج در برابر زلزله در ایران محسوب می‌شود.
این برج دارای ۱۰۰۰ پارکینگ سرپوشیده می‌باشد که پارکینگ‌ها نیز به صورت اسکلت بتونی و دیوار حائل طراحی و اجرا شده‌اند.
برای ایجاد نمای زیبا و با صلابت با در نظر گرفتن مسائلی همچون فشار باد تابش آفتاب و همچنین سرعت ساخت از عناصر هم شکل و پیش‌ساخته استفاده شده‌است.
مصالح و مواد مصرفی در داخل واحدها از بهترین نوع ممکن انتخاب شده و در انتخاب آن‌ها فاکتورهایی از قبیل ایمنی و زیبایی و دوام به‌طور کامل رعایت شده‌است. سیستم کنترل هوشمند در برج بین‌المللی تهران شامل شبکه کامپیوتری داخلی ساختمان، مدیریت انرژی مصرفی، کنترل دوربین‌های مدار بسته تحت شبکه، سیستم اطفاء حریق، کنترل سیستم آنتن مرکزی تلویزیون و کنترل ترافیک آسانسور می‌باشد.
به غیر از بلندترین بودن، از ویژگی‌های منحصر به فرد برج، می‌توان به امکانات رفاهی کامل ورزشی که آن را به صورت یک مجموعه ورزشی کامل در آورده اشاره کرد. همچنین تنها برجی است که در ایران دو زمین تنیس دارد.
برج بین‌المللی تهران در ۳ بال مجزا احداث گردیده است. بال A به سمت شمال، بال B به سمت شرق، و بال C به سمت غرب می‌باشند که هر بال دید متفاوتی دارد.
این برج دارای ۴۳ واحد سوئیت ۴۲ متر مربعی. ۱۷۲ واحد دو خوابه ۱۶۸ تا ۱۸۰ متر مربعی. ۳۱۳ واحد سه خوابه ۲۲۰ تا ۵۹۱ متر مربعی و ۱۶ واحد چهار خوابه ۴۱۴ و ۴۳۴ متر مربعی و ۱۱ واحد پنت هاوس تریپلکس ۲۹۵ تا ۵۹۱ متر مربعی می‌باشد؛ که ارتفاع هر طبقه ۳ متر است. سطح مقطع برج به شکل ستاره ۳ پر با زوایای ۱۲۰ درجه است.